# Tight
Tight to album grupy Mindless Self Indulgence wydany w 1999 roku (zob. 1999 w muzyce).

## Lista utworów
1. Grab the Mic
2. Bring The Pain
3. Mindless Self Indulgence
4. Tight
5. Diabolical
6. Molly
7. Tornado
8. Daddy
9. Pussy All Night
10. Apple Country
11. Dickface
12. Bite Your Rhymes
13. Hail Satan! (Live)
14. Ecnegludni Fles Sseldnim